# Cape Pillar
Das Cape Pillar ist ein felsiges, kliffartiges Kap an der Südwestseite der Insel Heard im südlichen Indischen Ozean. Es liegt zwischen dem Henderson Bluff und dem Kap Arkona.
Namensgeber ist die MV Cape Pillar, mit der australische Wissenschaftler 1980 Heard zur Kartierung der Insel ansteuerten.